# Ферзан Озпетек
Ферзан Озпетек (тур. Ferzan Özpetek; нар. 3 лютого, 1959, Туреччина) — італійський кінорежисер і сценарист турецького походження.

## Життєпис
Народився 1959 року в Стамбулі, у 1976 приїхав до Італії як кореспондент турецької газети, закінчив Римський університет La sapienza, де вивчав історію мистецтва і кінорежисуру, потім навчався в Академії драматичного мистецтва. Працював в «Живому театрі» Джуліана Бека. Починав у кіно як асистент режисера. Від 1982 року працював з відомими італійськими режисерами, такими як Мауриціо Понці, Марко Різі, Франческо Нуті. 1992-93 поставив кілька комерційних кліпів.

## Особисте життя
Ферзан Озпетек відкритий гей. У 2016 році він уклав цивільний одностатевий союз зі своїм багаторічним партнером Сімоном Понтесіллі.

## Фільмографія
| Рік  | Назва                 | Оригінальна назва                                       | Примітки |
| ---- | --------------------- | ------------------------------------------------------- | --- |
| 1997 | Хамам: Турецька лазня | Il bagno turco                                          | |
| 1999 | Останній гарем        | Harem suaré                                             | |
| 2001 | Феєрія нерозуміння    | Le fate ignoranti                                       | номінація на Золотого ведмедя Берлінського МКФ |
| 2003 | Вікно навпроти        | La finestra di fronte                                   | Давид ді Донателло за найкращий фільм, Срібна стрічка Національного синдикату кіножурналістів Італії, премія найкращому режисерові на МКФ у Карлових Варах |
| 2005 | Біль чужих сердець    | Cuore sacro                                             | |
| 2007 | Сатурн проти          | Saturno contro                                          | Срібна стрічка Національного синдикату кіножурналістів Італії                                                                                              |
| 2008 | Ідеальний день        | Un giorno perfetto                                      | номінація на Золотого лева Венеціанського МКФ |
| 2010 | Холості постріли      | Mine vaganti                                            | Tribeca Film Festival Awards: Special Jury Prize |
| 2012 | Чудова присутність    | Magnifica presenza                                      | |
| 2014 | Пристебніть ремені    | Allacciate le cinture                                   | |
| 2017 | Червоний Стамбул      | İstanbul Kırmızısı (Turkish) / Rosso Istanbul (Italian) | |
| 2017 | Зачарований Неаполь   | Napoli velata                                           | |
| 2019 | Богиня Фортуна        | La dea fortuna                                          | |
| 2023 | Новий Олімп           | Nuovo Olimpo                                            | |
| 2024 | Diamanti              |                                                         | |

### Продюсер
- 2018 — Cebimdeki Yabancı

### Асистент режисера
- 1986 — Il tenente dei carabinieri
- 1988 — Il maestro del terrore (The Prince of Terror, TV)
- 1993 — La Scorta (The Bodyguards)
- 1994 — Anche i commercialisti hanno un'anima
- 1994 — Il Branco

## Визнання
Член журі Венеціанського МКФ (2007). Удостоєний ордена імені президента Італії Джорджо Наполітано за заслуги першого ступеня (2008). У грудні 2008 Нью-Йоркський музей сучасного мистецтва показав ретроспективу фільмів Ферзан Озпетека.